# Lacurile din Ucraina
Acest articol descrie cele mai mari lacuri și limanuri din Ucraina.

## Denumirea, amplasarea, caracteristicile, bazinul de vărsare
De la cel mai întins la cel mai mic :
| Lacuri și limane              | Regiunea administrativă | Regiunea istorică         | Suprafața (km²) | Lungimea (km) | Lățimea max. (km) | Adâncimea max. (m) | Locația                 |
| ----------------------------- | ----------------------- | ------------------------- | --------------- | ------------- | ----------------- | ------------------ | ----------------------- |
| Limanul Nistrului             | Odesa                   | Între Basarabia și Edisan | 360.0           | 40.0          | 12.0              | 2.7                | Bazinul Mării Negre     |
| Limanul Sasîk (sau Conduc)    | Odesa                   | Basarabia (Bugeac)        | 215.0           | 35.0          | 11.0              | 3.3                | Bazinul Mării Negre     |
| Limanul Tiligul               | Odesa, Mîkolaiv         | Edisan                    | 150—170         | 80.0          | 3.5               | 21.0               | Bazinul Mării Negre     |
| Limanul Molocina              | Zaporoje                | Meotida                   | 170.0           | 32.0          | 8.0               | 3.0                | Bazinul Mării Azov      |
| Ialpug                        | Odesa                   | Basarabia (Bugeac)        | 149.0           | 39.0          | 5.0               | 6.0                | Bazinul Dunării         |
| Limanul Alibei                | Odesa                   | Basarabia (Bugeac)        | 101.4           | 18.0          | 8.0               | 2.5                | Bazinul Mării Negre     |
| Cahul                         | Odesa                   | Basarabia (Bugeac)        | 90.0            | 25.0          | 8.0               | 7.0                | Bazinul Dunării         |
| Cugurlui                      | Odesa                   | Basarabia (Bugeac)        | 82.0            | 20.0          | 20.0              | 2,0                | Bazinul Dunării         |
| Limanul Șagani                | Odesa                   | Basarabia (Bugeac)        | 78.4            | 11            | 10                | 2.3                | Bazinul Mării Negre     |
| Sasik-Sivaș                   | Crimeea                 | Crimeea                   | 75.3            | 14.0          | 9.0               | 1.2                | Peninsula Crimeea       |
| Limanul Hagibei               | Odesa                   | Basarabia (Bugeac)        | 70.0            | 40.0          | 3.5               | 13.0               | Bazinul Mării Negre     |
| Catalpug                      | Odesa                   | Basarabia (Bugeac)        | 67.0            | 21.0          | 11.0              | 4.0                | Bazinul Dunării         |
| Limanul Cuialnic              | Odesa                   | Edisan                    | 61.0            | 28.0          | 3.0               | 3.0                | Bazinul Mării Negre     |
| Chitai                        | Odesa                   | Basarabia (Bugeac)        | 60.0            | 24.0          | 3.5               | 5.0                | Bazinul Dunării         |
| Donuzlav                      | Crimeea                 | Crimeea                   | 48.2            | 30.0          | 8.5               | 27.0               | Peninsula Crimeea       |
| Limanul Șabolat (sau Budachi) | Odesa                   | Basarabia (Bugeac)        | 30.0            | 15.0          | 2.7               | 2.0                | Bazinul Mării Negre     |
| Limanul Burnas                | Odesa                   | Basarabia (Bugeac)        | 26.9            | 9.6           | 3.2               | 1.5                | Bazinul Mării Negre     |
| Aktaș                         | Crimeea                 | Crimeea                   | 26.8            | 8.0           | 3.5               | 0.1                | Peninsula Crimeea       |
| Svitiaz                       | Volîn                   | Podolia                   | 27.5            | 9.3           | 4.8               | 58.4               | Bazinul Bugului de Vest |
| Uzunlar                       | Crimeea                 | Crimeea                   | 21.2            | 10.0          | 5.5               | 0.1                | Peninsula Crimeea       |
| Kîrleut                       | Crimeea                 | Crimeea                   | 20.8            | 13.2          | 3.0               | 0.6                | Peninsula Crimeea       |

## Alte lacuri

### Lacuri dinMunții Carpați
- Lacul Lipoveț
- Lacul Ozirce
- Lacul Sinevir

### Lacuri dinCrimeea
- Lacul Ciokrat
- Lacul Saka

### Limanuri
- Limanul Burnas

### Lacuri dunărene
- Cartal
- Sofian sau Saftianu

### Lacurile din Șațk
- Lacurile din Șațk
- Lacul Krimne
- Lacul Liuțimer
- Lacul Luka
- Lacul Ostrivianske
- Lacul Pisochne
- Lacul Pulemetske